# Масове вбивство в університеті Вірджинії

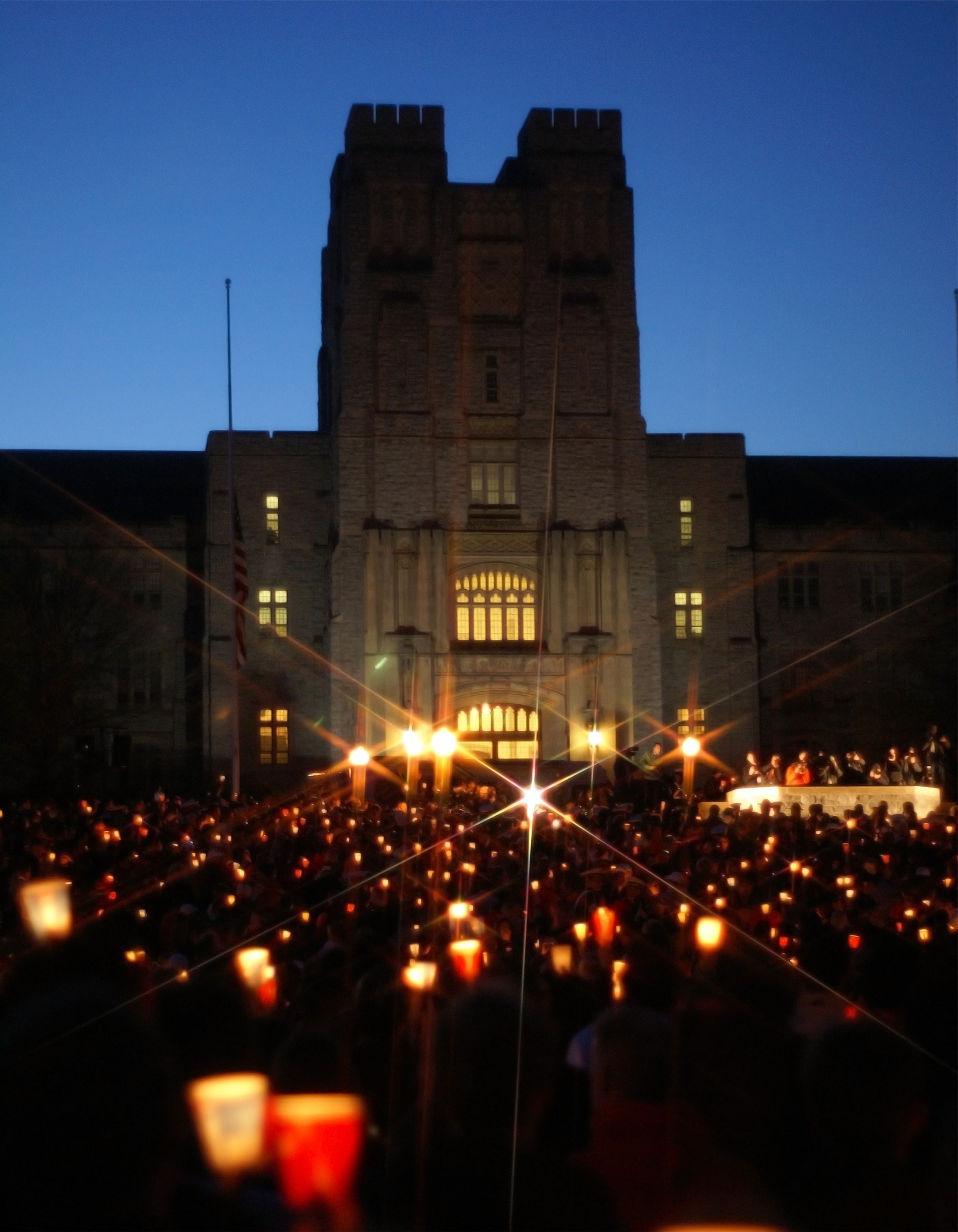
Поминальні заходи після масового вбивства в Технічному університеті

Масове вбивство в університеті Вірджинії (англ. Virginia Tech massacre) — розстріл 32 студентів і викладачів у Політехнічному інституті і університеті штату Вірджинія 16 квітня 2007 року 23-річним студентом Чо Син Хі. Вбивство в університеті Вірджинії стало одним з найгірших у США за кількістю загиблих.

## Чо Син Хі
23-річний студент університету Чо Син Хі навчався на факультеті англійської мови і літератури. Він мав довгу історію психічних захворювань у початковій школі, під час навчання в університеті Вірджинії теж отримував допомогу у психіатрів. Попри це, психічний стан Чо Син Хі не викликав у лікарів та адміністрації університету особливого занепокоєння. Оскільки закон забороняв розповсюджувати історію захворювань Чо Син Хі, він мав можливість безперешкодно придбати вогнепальну зброю і жити серед інших студентів у гуртожитку. Тим часом психічні розлади, які Чо Син Хі відмовився добровільно лікувати почали загострюватися, за свідченням сусідів по гуртожитку він став відлюдькуватим і надмірно дратівливим. Вбивства Чо Син Хі готував заздалегідь і почав їх ранком 16 квітня 2007 року у гуртожитку.

## Перебіг подій

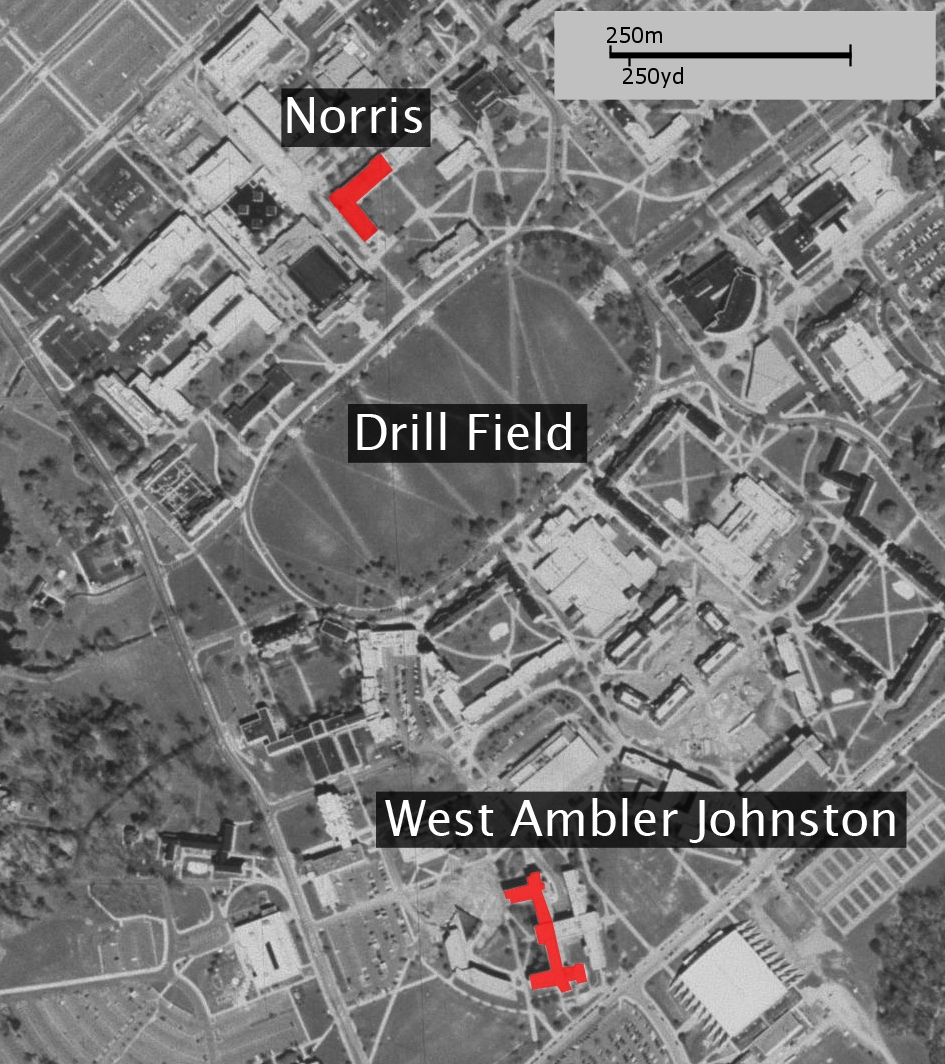

Стрілянину Чо Син Хі почав о 7:15 ранку у гуртожитку, де він застрелив студентку і її сусіда, перед тим як втекти з місця злочину. До гуртожитку швидко прибула поліція, але особа злочинця на той час ще не була відома і як підозрюваний розглядався товариш застреленої студентки. Тим часом о 9:40 ранку озброєний двома пістолетами і сотнями набоїв Чо Син Хі замкнув ланцюгом вхідні двері навчального корпусу Норріс Холл і почав стрілянину по студентам і викладачам всередині. Більшість студентів не могли втекти із будинку і вбивця методично розстрілював беззахисних людей в одній аудиторії за іншою. Приблизно через 10 хвилин після початку бійні, коли поліція почала оточувати будинок, Чо Син Хі покінчив життя самогубством. У загальній кількості 27 студентів і п'ять викладачів загинули в результаті стрілянини, ще 17 інших отримали різні ступені поранення.
Два дні по тому, 18 квітня, телекомпаня Ен-Бі-Сі отримала пакунок від Чо Син Хі, який він відправив у день злочину, між вбивствами у гуртожитку і в навчальному корпусі. У пакеті вбивця вклав зображення, свій лист та відео, на якому пояснив свої мотиви вбивств. Провину за його злочин він поклав на багатих судентів та сусідів по гуртожитку, які ніби з нього знущалися. Після вбивств стала відома історія психічних захворювань Чо Син Хі і деякі з його творів з англійської мови, де простежувалися тенденції до застосування насилля.

## Наслідки
Після вбивств в університеті Вірджинії особлива увага ЗМІ і слідчих органів зосередилася на стані психологічної допомоги студентам у вищих навчальних закладах США. Критиці піддавалася не тільки лікарі, які дозволили Чо Син Хі відмовитися від лікування психічних хвороб, а також й адміністрація університету, яка не відслідковувала дані про психічний стан студентів. Поліцейські служби університету також піддавалися критиці за невчасне попередження інших студентів після стрілянини у гуртожитку, коли ще можна було запобігти бійні у навчальному корпусі. Легкість з якою Чо Син Хі придбав зброю, також відновила суперечки в американському суспільстві навколо законів, які регулювали розповсюдження вогнепальної зброї. За висновком слідства, якби психічні розлади Чо Син Хі були виявлені вчасно, він не зміг би так легко придбати зброю.